# Hartola
Hartola (Zweeds: Gustav Adolfs) is een gemeente in de Finse provincie Zuid-Finland en in de Finse regio Päijät-Häme. De gemeente heeft een landoppervlakte van 542,81 km² en telt 2.574 inwoners (2022).